# Outasight
Richard Andrew, (Yonkers, 17 de fevereiro de 1983) mais conhecido como seu nome artístico Outasight, é um cantor, rapper americano de Yonkers, Nova Iorque. Embora ele seja considerado um cantor pop, ele chama influência de outros gêneros musicais como hip hop, rock clássico e soul. Em outubro de 2009, Outasight assinou com contrato com a gravadora Warner Bros. Records. Ele é mais conhecido pela canção "Tonight Is the Night" lançado em 2011.

## Biografia
Richard Andrew nasceu em Yonkers, Nova York. Com uma mãe que decorava paredes com gravações, e um pai que tocava guitarra, Andrew foi cercado pela música toda a sua vida. Crescendo, sua família se mudou de apartamento para apartamento, que nunca lhe deu um verdadeiro sentimento de casa. Ele encontrou na música uma forma de oferecer-lhe consolo e um sentido á casa. Aos 9 anos de idade, seu pai lhe deu uma guitarra, e embora ele não tem muito interesse em tocar o instrumento, despertou seu interesse em se tornar um músico. Ele encontrou sua paixão no canto e no rap e começou a escrever rimas e cantando em torno de 10 anos de idade.

### Início da carreira
Outasight começou a tocar em shows em locais pequenos em Nova York, como o Bowery Poetry Club e o Nuyorican Cafe. Após seu primeiro EP lançado Employee of the Year ele tocou em 2007 no Hip-hop festival, junto a artistas das grandes gravadoras, como Ghostface Killah, Skills e Consequence. Em junho de 2008, Outasight lançou seu segundo CD promocional, intitulado Radio New York. Esta versão fez sucesso mais comercial e foi destaque na escolha da revista XXL Magazine's Soundcheck em "Something to Talk About". O videoclipe para a canção "Good Evening (Dream Big)" recebeu um ponto de revezamento no canal mtvU no outono de 2008, depois de vencer o concurso de vídeo 2008 mtvU Freshmen. "Good Evening" foi popularizado por seu uso no Youtube por Ray William Johnson baseado na série vlog: Breaking NYC.

### Warner Brothers Records
Em outubro de 2009, Outasight assinou com a Warner Bros. Records. Em dezembro de 2009, Lifted Research Group, mais conhecido como LRG, patrocinou o lançamento do mixtape Further do cantor.  Seu maior lançamento até a data, Further gerou mais pressão do que dos dois álbuns anteriores.
O álbum foi fortemente divulgado na internet, ganhando fortes avaliações e também a promoção de celebridades como de Ray William Johnson. Desde então, ele tem sido destaque nos principais meios de comunicação, como da MTV News. Em 23 de março de 2010, Outasight lançou o Further EP pela Asylum Records, e planeja lançar seu primeiro álbum de estúdio, em 2012. Outasight lançou um videoclipe de seu single "Catch Me If You Can" do Further EP, que tem sido destaque em vários blogs de hip-hop. Também em 2010, colaborou com o rapper Asher Roth no remix de "Catch Me If You Can".
Outasight lançou recentemente seu primeiro single oficial "Tonight Is the Night" que é destaque em um comercial da Pepsi. O comercial inclui cenas de ícones da música como Michael Jackson, Britney Spears, Mariah Carey, Ray Charlese e Kanye West.
Outasight tocou ao vivo em 2012 no NHL All-Star Game em Ottawa, Ontario onde sua canção "Tonight is the Night" foi a música de fundo para as introduções do jogador.
Em 17 de janeiro de 2012, Outasight cantou sua canção "Tonight Is the Night" no Late Night with Jimmy Fallon com The Roots.
Ultimamente, "Tonight Is the Night " foi a música tema do episódio Nº1000 WWE Raw que aconteceu no dia 23 de julho, 2012 .
Último single "Now Or Never".

## Discografia

### Álbuns
- 2012: Nights Like These

### EPs
- 2010 - Further EP

### Mixtapes
- 2007: Employee of the Year EP
- 2008: Radio New York
- 2009: From There to Here
- 2009: Further
- 2010: Never Say Never
- 2011: Figure 8 EP
- 2011: Get It Together
- 2013: Stay Gold

### Singles
| "Tonight Is the Night"                                                                      | 2011 | 38  | 14 | 18 | 23 | 53 | - : Platina - : Platina | Nights Like These |
| "Now or Never"                                                                              | 2012 | 103 | 26 | —  | —  | —  |                         | Nights Like These |
| "Shine" (com participação de Chiddy Bang)                                                   | 2012 | —   | —  | —  | —  | —  |                         | Nights Like These |
| "I'll Drink to That"                                                                        | 2012 | —   | —  | —  | —  | —  |                         | Nights Like These |
| "—" denota itens que não entraram nas tabelas musicais ou não foram lançados no território. |      |     |    |    |    |    |                         |                   |